# Липинский, Эрик
Эрик Липинский (пол. Eryk Lipiński; 12 июля 1908 — 27 сентября 1991) — польский художник и писатель. Сатирик, карикатурист, эссеист, он создавал плакаты, писал пьесы и скетчи для кабаре, а также книги на смежные темы.

## Биография
Эрик Липинский учился в Варшавской академии искусств с 1933 по 1939 год. Его дебют в качестве карикатуриста состоялся несколькими годами ранее, в 1928 году, в журнале «Побудка». В 1935 году он вместе со Збигневом Мицнером основал сатирический журнал «Шпильки»; в течение нескольких лет был его главным редактором (1935—1937 и 1946—1953). Во время Второй мировой войны Липинский был одним из художников, сотрудничавших с польским Сопротивлением, и занимался изготовлением фальшивых документов. Он был арестован нацистами и заключен в печально известную тюрьму Павяк, тюрьму Мокотув и концентрационный лагерь Освенцим.
После войны Липинский вступил в Польскую объединённую рабочую партию. Он сотрудничал со многими газетами и журналами, такими как Przekrój, Przegląd Kulturalny, Trybuna Ludu, Panorama, Zwierciadł и Express Wieczorny. В 1966 году он организовал первый музей постеров. В 1978 году он основал Музей карикатуры в Варшаве и был его первым директором (в 2002 году ему было присвоено его имя). В 1980 году основал Комитет по сохранению еврейских памятников в Польше. Активно занимался сохранением польской еврейской культуры; в 1987 году основал Ассоциацию польских карикатуристов (пол. Stowarzyszenie Polskich Artystów Karykatury, SPAK).
Один из праведников народов мира в Польше (это звание он получил в 1991 году).

## Заслуги
- Командорский крест ордена возрождения Польши[6]
- Офицерский крест ордена возрождения Польши[6]
- Золотой крест заслуги[6]
- Медаль Победы и Свободы 1945 года[6]
- Орден «Знамя Труда»[6]
- Медаль «10-летие Народной Польши»[6]

## Награды
- 1948 — семь первых мест на Международной выставке плакатов в Вене[5]
- 1964 — первое место за лучший политический плакат 1963 года[5]
- 1966 — Золотая булавка (Złota Szpilka)[5]
- 1972 — Золотая булавка с лавром (Złota Szpilka z Wawrzynem)[5]
- 1981 — «Выдающийся художник 1980 года» Ассоциации американских карикатуристов-редакторов[англ.]